# Akvarium
Akvarium [Аква́риум] (traduzido para o português, Aquário) é um grupo de rock russo, formado em Leningrado em 1972 por Boris  
Grebenshchikov, um estudante de matemática aplicada na faculdade estadual de Leningrado  
(Санкт-Петербургский Государственный Университет) e Anatoly "George" Gunitsky, um dramaturgo e poeta  
absurdista.
Nos anos setenta e oitenta, o rock era banido na união soviética (com exceção de alguns  
artistas aprovados pelo governo) logo os shows da banda eram em lugares pequenos, como apartamentos. 
Esses shows eram um fenômeno soviético único, criado por músicos desconhecidos em geral. Geralmente  
estes shows eram sem qualquer tipo de amplificação, pois qualquer ruído poderia fazer com que os  
vizinhos alertassem as autoridades. O espaço pequeno criava uma atmosfera de intimidade entre os músicos  
e o público, que ouvia de perto e com muito aprecio, com alguém talvez gravando em um simples gravador  
cassete. Este conceito é similar ao dos Bardos russos, porém Akvarium era assumidamente mais  
influenciada por música ocidental, em particular The Beatles, Bob Dylan, David Bowie, músicos de rock progressivo como Jethro Tull, King Crimson e Roxy Music, além de reggae, fazendo as composições muito  
mais complexas e abrangendo um espectro maior, mostrando a erudição notável de Grebenshchikov nas  
culturas celta e indiana, entre outras coisas.
Até 1987, Akvarium gravou todos seus álbuns num estúdio caseiro (vários membros possuíam conhecimento na  
área de engenharia) disfarçado como um "Clube de jovens técnicos" (para o álbum Radio África (1983) um  
estúdio do governo foi usado, após um técnico ser subornado). Embora as condições fossem difíceis, a  
qualidade do material gravado era geralmente boa e os álbuns gravados entre 1980 e 1987 são considerados  
pelos fans, os melhores.
O advento da Glasnost em 1985 trouxe vários grupos de rock russos desconhecidos ao público e  
Akvarium tornou-se uma das bandas mais populares. Eles ganharam permissão para tocar em lugares maiores, 
apareceram na televisão (que na época era controlada pelo estado) e gravaram trilhas sonoras para  
diversos filmes, o mais notável deles, ASSA Em 1987 eles gravaram seu primeiro álbum pela gravadora  
Melodiya (estatal). Com a distribuição devidamente legalizada, o álbum foi um enorme sucesso na URSS. 
vendendo mais de um milhão de cópias em menos de um mês. Esse foi porém o último álbum gravado por essa  
formação do Akvarium e a banda acabou logo em seguida. Grebenshchikov gravou dois álbuns em inglês e fez  
uma turnê extensiva pela Rússia com diversas bandas. Em 1991 depois do fim da união soviética, lançou BG-Band The russian álbum (o álbum russo) uma coleção de músicas folclóricas melancólicas  
influenciadas por suas viagens através da Rússia e demonstrando sua volta as raízes russas. Logo depois  
BG-Band foi renomeada Akvarium, mesmo com vários músicos sendo diferentes da formação original. Essa  
mesma banda continuou a gravar mais álbuns e a fazer grandes turnês pela rússia e pela Europa oriental, 
também aparecendo em comunidades de emigrantes russos na Alemanha, em Israel, e nos Estados Unidos.
Mesmo que criticado pela mudança de estilo e pelas constantes mudanças na formação da banda, o que  
acabou fazendo de Akvarium um projeto solo do Grebenshchikov, a banda ainda goza de enorme sucesso na  
Rússia - as músicas, velhas e novas, tocam bastante na rádio, os álbuns vendem bem e a banda faz turnês  
com frequência. Akvarium hoje consiste de Boris Grebenshchikov, Boris Rubekin (teclado), Andrei  
Surotdinov (violino), Vladimir Kudryavtsev (baixo), Albert Potapkin (bateria), Oleg Shar (percussão).

## Discografia
Álbuns gravados em estúdio:
- Sinii Albom (O Álbum azul), 1981
- Treugolnik (Triangulo), 1981
- Elektrichestvo (Eletricidade): A História de Akvarium, Vol. 2, 1981
- Akustika (Acousticos): A História de Akvarium, Vol. 1, 1982
- Tabu (Taboo), 1982
- Radio África, 1983
- Ikhtiologia (Ictiologia), 1984
- Den’ Serebra (O Dia da Prata), 1984
- Deti Dekabrya (A Criança de Dezembro), 1985
- Desyat’ Strel (Dez Flexas), 1986
- Ravnodenstvie (Equinócio), 1987
- Arquivo: História de Avkarium, Vol. 3, 1991
- Russkii Albom (Álbum Russo), 1991 (under the name BG-Band)
- Lyubimie Pesni Ramzesa IV (Músicas favoritas de Ramses o Quarto), 1993
- Biblioteca da Babilônia: História de Avkarium, Vol. 4, 1993
- Kostroma Mon Amour, 1994
- Peski Peterburga (Areias de Petersburgo), 1994
- Navigator, 1995
- Snezhnii Lev (Leão de Neve), 1996
- Hyperborea, 1997
- Kunstcamera, 1998
- Lilit (Lilith), 1997 (feito sob o nome de BG and The Band - vários membros da banda tocaram no álbum; vendido nos estados unidos com o nome de Black Moon)
- Psi, 1999
- Akvarium. Territoriya (Akvarium. Território), 2000
- Sestra Haos (Irmã Chaos), 2002
- Pesni Ribaka (Canções do Pescador), 2003
- Zoom Zoom Zoom, 2005
- Bespechny Russkiy Brodyaga (O Andarilho russo), 2006

Álbuns ao vivo:
- Aroks & Shter, 1982
- Desyat Let (Dez anos), 1982
- Electroshock, 1982
- BG <stikhi, pesni> (BG <poemas, Músicas>), 1984
- Pis'ma Kapitana Voronina (Escritos do capitão Voronin), 1993
- Vizit v Moskvu (Visita a Moscow), 1993
- Akvarium na Taganke (Akvarium em Taganka), 1994
- Tsentr Tsiklona (Centro do Cyclone), 1995
- Sezon dlya Zmey (Temporada Cobra), 1996
- Dvadtsat Let Spustya (Vinte Anos Depois), 1996
- Akvarium-25, Istoriya (Aquario-25. História), 1997
- Molitva i Post (Rezando Rápido), 1998

Álbuns gravados independentemente por BG:
- Songs by Alexander Vertinskii, 1994
- Chubchik, 1996
- Refuge, 1998
- Songs by Bulat Okudzhava, 1999
- Bardo, 2002

Álbuns solo de Grebenshchikov em inglês:
- Radio Silence, 1989
- Radio London, 1990